# Phrurotimpus alarius tejanus
Phrurotimpus alarius là một phân loài nhện trong họ Phrurolithidae.
Loài này thuộc chi Phrurotimpus. Phrurotimpus alarius tejanus được Ralph Vary Chamberlin & Willis J. Gertsch miêu tả năm 1930.